# アスガルド (企業)
株式会社アスガルドは、かつて存在した日本のコンテンツ制作会社。アエリアの子会社であった。主に女性向けコンテンツの企画・制作と、スタジオ運営を行っていた。

## 沿革
- 1997年12月1日 - 株式会社ウィルの系列会社として有限会社アスガルド設立。
- 2005年
  - 2月25日 - 通販ショップ｢アキバブックス｣開店。
  - 8月12日 - LadybugからドラマCDが発売。
- 2006年
  - 2月 - ｢Games PiPi｣(有限会社六然運営)と｢アキバブックス｣を統合し「ぷらてぃあ」に移行。
  - 4月28日 - L-Fieldレーベルから、「乙女的恋革命★ラブレボ!!～First Stage～」が発売。
- 2007年4月27日 - honeybeeレーベルから、羊でおやすみシリーズ「僕らの声で……」が発売。
- 2008年
  - 3月28日 - Planpeaceレーベルから、PC移植版「乙女的恋革命★ラブレボ!!」を発売。
  - 8月29日 - ASGARDレーベルから、PC移植版「I/O revisionⅡ」を発売。
  - 有限会社アスガルドから、株式会社アスガルドへ。本社も名古屋から東京に。名古屋が支社に。
- 2009年
  - パートナーブランドに｢Loco**un｣が加入。
  - 7月31日 - florite.レーベルから、「オルタナ」が発売。
  - 8月開催のコミックマーケット76にてBlackButterflyレーベルから「Dolly Oriental」が先行発売。
- 2010年
  - 4月28日 - 発売元株式会社アスガルドでPS2専用ソフト｢ラブルートゼロ KissKiss☆ラビリンス｣を発売。
  - 8月3日 - 株式会社アスガルドに権利業務を全て継承し株式会社ウィルは解散（親子逆さ合併）。
  - 8月20日 - 新会社株式会社ウィルプラス設立。
  - 10月29日 - 「ぷらてぃあ」と「Pratia feminine」の通販業務を終了。
- 2011年7月28日 - 「BOOST ON」レーベルから、「世界でいちばんNGな恋 ふるはうす」が発売。
- 2012年 - ゴルフ用品店FULL SHOT事業を澤野ニット商事株式会社に事業譲渡[1]。
- 2015年10月 - 株式交換により株式会社アエリアの完全子会社となる。
- 2018年11月28日  - アエリアグループのアリスマティックへ一部事業を承継[2]。
- 2019年1月4日 - 同日開催の株主総会決議により解散（官報への公告は同月7日）[3]。

## レーベル
女性向けCDレーベル
- honeybee
- BlackButterfly
- L-Field
- bisCROWN
- Maniaque's

BLCDレーベル
- florite.
- Ladybug

コンシューマ
- BOOST ON
- Blue Moon
- Plan Peace

PCレーベル
- Planpeace
- ASGARD

## スタジオ業務
- ASGARD Studio
  - Ast
  - Bst

## 通販サイト
※2010年10月29日に業務が終了
- ぷらてぃあ
- Pratia feminine

## パートナーブランド
- Loco**un

## ドラマCD

### honeybee
- 羊でおやすみシリーズ
- Starry☆Skyシリーズ
  - 星座彼氏シリーズ
  - ドラマCD＆ゲームシリーズ
  - 星座旦那シリーズ
  - 星的浪漫譚シリーズ
  - Starry☆Sky～Aftter ●●～シリーズ
- ミツバチ声薬シリーズ
- 蜜蜂出版旦那カタログシリーズ
- 万葉恋歌シリーズ
- 遠恋男子シリーズ
- MESSAGE 4Uシリーズ
- Photograph Journey CDシリーズ
- ドラマCD 部活彼氏シリーズ
- あやかしごはん もぐもぐCDシリーズ
- 死神デートシリーズ

#### honeybee black
- DYNAMIC CHORD vocalCDシリーズ
- DYNAMIC CHORD documentaryCDシリーズ
- DYNAMIC CHORD love U kissシリーズ
- DYNAMIC CHORD shufflelCDシリーズ

### BlackButterfly
- Dollyシリーズ
- ブラザーアンドロイドシリーズ
- 週刊添い寝CDシリーズ
- 取愛兄弟シリーズ
- 密会-secret tryst-シリーズ
- カレと一緒におふとんでイチャイチャごろごろするCDシリーズ
- relacion dulceシリーズ
- もしカレシリーズ
- 泥沼恋愛
- 小説家の縛愛戯譚
- ぬいぐるみと私
- SEXual Philia
- Beat♯Mix

### bisCROWN
- ふたりきねんび。
- IvRADIO
- アメとムチ
- 東浦家の休日
- 初メテノ夜
- YES×NO

#### bizCROWN
- Reversible
- re:Reversible

### BOOST ON
- おやすみなさいは一度だけシリーズ
- ドラマCD この部室は帰宅しない部が占拠しました。

## コンピュータゲーム

### honeybee
- Starry☆Sky プラネタリウムCD&ゲームシリーズ
- PhotographJourney 恋する旅行シリーズ
- 部活彼氏シリーズ
- あやかしごはん
- 死神彼氏シリーズ

#### honeybee black
- DYNAMIC CHORDシリーズ
- Blackish Houseシリーズ

### Blue Moon
- unENDing Bloody Call
- Double Scoreシリーズ

### Plan Peace
- Solomon's Ringシリーズ

### ASGARD
- I/O revisionII
- いざ、出陣! 恋戦 第二幕シリーズ (PSP版)[4]
- 5人の恋プリンス〜ヒミツの契約結婚〜 (PS Vita版)[5]
- LOVE:QUIZ〜恋する乙女のファイナルアンサー〜 (PS Vita版)
- アブナイ恋の捜査室～Eternal Happiness～ (PS Vita版)
- 乙女的恋革命★ラブレボ!! (Windows版)
- 放課後は白銀の調べ～急急如律令～ (Windows版)

### BOOST ON
- 世界でいちばんNGな恋 ふるはうす
- あやかしびと－幻妖異聞録－PORTABLE BEST版[6]
- たんていぶ 全4巻
- 次の犠牲者をオシラセシマス 全3巻
- PhaseD 全4巻
- Bullet Butlers -銃弾の彼方-
- 花と乙女に祝福を-春風の贈り物-portable[7]
- てとてトライオン！TROPICAL
- しろくまベルスターズ♪ハッピーホリデーズ！
- クロノベルト-SchwarzOath-
- TENEBRAE 1巻[8]
- この部室は帰宅しない部が占拠しました。ぽーたぶる 全2巻
- ラブ☆トレ 全3巻
- 雀聖学園 クロノ★マジック
- 雀聖歌姫 クロノ★スター

### スマートフォンアプリ専用
- DYNAMIC CHORD JAM&JOIN!!!!
- でもつん
  - でもつん ver千尋[9] (少年メイド)
  - でもつん ver坂本[9] (坂本ですが?)
  - でもつんver.半田[10] (はんだくん)
  - はんだくん for でもつん[10] (はんだくん)
- かわいいキッチンタイマー あやかしごはん[11]
- おとして！マジカル[11]
- なぞって！マジカル[11]

bisCROWN
- らぶつん (らぶらぶつんつん)

BOOST ON
- モノノ怪が～でぃあん